# Morten Stig Christensen
Morten Stig Christensen (* 27. Dezember 1958 in Hjørring, Dänemark; † 1. November 2024) war ein dänischer Handballspieler, der für die dänische Nationalmannschaft auflief. Weiterhin war er als Handballfunktionär tätig.

## Karriere
Morten Stig Christensen lief auf Vereinsebene für die Vereine MK 31, SAGA Frederiksberg, Gladsaxe HG, Stavanger und Tarup-Paarup IF auf. Am 7. Juli 1976 wurde er im Alter von siebzehn Jahren, sechs Monaten und sieben Tagen zum jüngsten Debütanten der dänischen Nationalmannschaft. Kurz darauf war Christensen mit dem dänischen Aufgebot bei den Olympischen Spielen 1976 in Montreal, ohne jedoch bei einem Turnierspiel dem Kader anzugehören. Bei den nächsten beiden Olympischen Spielen wirkte er aktiv mit und belegte 1980 den neunten Platz sowie 1984 den vierten Platz. Weiterhin lief er 1978, 1982 und 1986 für Dänemark bei der Weltmeisterschaft auf. Insgesamt erzielte Christensen 445 Treffer in 190 Länderspielen.
Christensen war nach seinem Karriereende ab Mai 1988 beim dänischen Sender TV 2 Sport, ein Spartenprogramm von TV 2, als Sportmoderator tätig. Am 1. Dezember desselben Jahres übernahm Christensen die Leitung von TV 2 Sport, die er bis zum 1. April 2007 ausübte. Christensen spielte in den dänischen Filmen Venner for altid und Sommeren 92 mit und wirkte in einer Episode der dänischen Serie Anna Pihl mit.
Christensen wurde im Juni 2007 Generalsekretär und Direktor des dänischen Handballverbands. Im August 2021 wurde er zum Vorsitzenden des dänischen Handballverbands gewählt. Diese Funktion übte er bis zu seinem Ableben aus.

## Auszeichnungen
- 1984:  Handballer des Jahres (Dänemark)[9]
- 2005: Ritter des Dannebrogordens[10]